# Laguna Pajaral
La laguna Pajaral es una laguna amazónica boliviana de agua dulce ubicada en la provincia Guarayos al norte el departamento de Santa Cruz, cerca del departamento del Beni. Tiene una superficie de 9 kilómetros cuadrados y presenta una forma redonda. Se encuentra a una altitud de 200 m s. n. m..